# Бесен (Де Севр)
Бесен (фр. Bessines) насеље је и општина у западној Француској у региону Поату-Шарант, у департману Де Севр која припада префектури Ниор.
По подацима из 2011. године у општини је живело 1592 становника, а густина насељености је износила 139,53 становника/km². Општина се простире на површини од 11,41 km². Налази се на средњој надморској висини од 9 метара (максималној 30 m, а минималној 2 m).

## Демографија
| 1962. | 1968. | 1975. | 1982. | 1990. | 1999. | 2011. |
| ----- | ----- | ----- | ----- | ----- | ----- | ----- |
| 503   | 657   | 976   | 1.130 | 1.131 | 1.358 | 1.592 |

График промене броја становника у току последњих година